# Cercosporella karelii
Cercosporella karelii är en svampart som beskrevs av Bremer & Petr. 1947. Cercosporella karelii ingår i släktet Cercosporella och familjen Mycosphaerellaceae.   Inga underarter finns listade i Catalogue of Life.